# Dora Hauth
Dora Hauth, Taufname Dora Trachsler (* 1. August 1874 in Zürich; † 30. Oktober 1957 ebenda), war eine Schweizer Malerin, Grafikerin und Lyrikerin.

## Leben und Werk
Dora Haut-Trachsler besuchte ab 1888 die Kunstgewerbeschule Zürich. Über viele Jahre musste sie den Broterwerb für sich und ihre Mutter mit handwerklichen Arbeiten verdienen. 
Dora Haut-Trachsler heiratete 1899 den deutschen Redakteur bei der sozialdemokratischen Zeitung Volksrecht Emil Hauth (1873–1932), und nahm den Doppelnamen Hauth-Trachsler an. Zusammen mit ihrem Mann engagierte sie sich in der Arbeiterbewegung. Aufgrund seiner journalistischen Tätigkeit wurde Emil Hauth 1906 das Aufenthaltsrecht im Kanton Zürich entzogen, worauf er für einige Jahre nach Deutschland zurückkehrte. Das Ehepaar liess sich in dieser Zeit scheiden. 1907 erlaubte es Dora Hauth ihre finanzielle Situation, ihr Malstudium im Atelier von Hans Schildknecht (1871–1955) in München fortzusetzen.
Dora Haut-Trachsler kehrte 1914 nach Zürich zurück, wo sie eine anerkannte Malschule gründete. Ein prominenter Schüler von ihr war Ernst Nobs. Im gleichen Jahr veröffentlichte sie das lithografische Mappenwerk An der Grenze – miterlebt von Dora Hauth. Auch wurde 1914 ihr grafisches Schaffen an der ersten Internationalen Ausstellung für Buchgewerbe und Graphik in Leipzig ausgezeichnet. Als Grafikerin gestaltete sie Plakate, Bundesfeierkarten, Federzeichnungen und illustrierte Schulbücher. Zudem malte sie Auftragsporträts sowie Bildnisse von berühmten Persönlichkeiten, so von Albert Einstein, Karl Kautsky, Hermann Greulich und Verena Conzett, mit der sie eng befreundet war.
Dora Hauth-Trachsler war Vizepräsidentin der Zürcher Sektion der Gesellschaft Schweizer Malerinnen, Bildhauerinnen und Kunstgewerblerinnen.

## Ausstellungen (Auswahl)
- 1931: Zürcher Bildnisse, Kunsthaus Zürich
- 1939: Zürcher Künstler. Skulpturen – Gemälde – Zeichnungen, Kunsthaus Zürich
- 1940: Das Schweizer Plakat 1900–1984, Gewerbemuseum Basel
- 2021: Frauen. Rechte. Von der Aufklärung bis in die Gegenwart, Schweizerisches Nationalmuseum, Landesmuseum Zürich